# Hugo Van den Berghe
Hugo Van den Berghe (Wetteren, 19 juni 1943 – De Haan, 23 februari 2020) was een Vlaams acteur en televisieregisseur. 
Van den Berghe werkte in 1967 als acteur bij het Nederlands Toneel Gent, waar hij van 1992 tot 1998 ook de functie van artistiek directeur uitvoerde. 
Hij startte zijn loopbaan reeds op 18-jarige leeftijd bij het toenmalig televisieprogramma Tienerklanken, werkte zijn theateropleiding af aan het conservatorium  te Gent. 
Hij was ook regelmatig als acteur te zien in televisieseries als Beschuldigde, sta op, De Vorstinnen van Brugge, Aspe, Recht op Recht, Kinderen van Dewindt, Spoed en Heterdaad. Zijn bekendste rollen waren Roger in Moeder, waarom leven wij? en Taverniers in Flikken.
Van den Berghe verzorgde ook de regie voor verschillende tv-dramaseries, zoals het tv-feuilleton Het gezin van Paemel (1978). 
Van den Berghe was getrouwd met actrice Blanka Heirman.
Hij speelde ook een rol als Vincent Misotte in de tv-serie Familie.
Hij speelde ook de glansrijke hoofdrol in "Daar is een mens verdronken" als Dore Maersschalck (1983)